# Uppsala internationella gitarrfestival
Uppsala internationella gitarrfestival är ett årligt återkommande evenemang i Uppsala. En stor del av festivalen utspelar sig på Uppsala Konsert och Kongress där man anordnar workshops, utställningar samt seminarier.  Festivalen grundades år 2003 och hölls då på Ekocaféet i Uppsala med 200 besökare. År 2010 hade festivalen över 6000 besökare och 300 deltagare.
Internationella världsartister som gästat festivalen inkluderar Al Di Meola, Paco de Lucía, John McLaughlin och Göran Söllscher. Återkommande artister är bland andra gitarristen John Williams samt den brasilianska musikfamiljen Assad, där duon Assad deltagit tidigare. Bland tidigare artister finns även Pierre Bensusan och Mats Bergström (2005), samt Pablo Márquez (2006). 
Festivalen har en stor betoning på internationella artister, bland annat från Brasilien, Kanada och Ryssland. Konserten Unga Förmågor är en del av festivalens repertoar där gitarrister upp till 25 års ålder uppträder oavsett genre. Syftet är att uppmuntra unga gitarrister till att fortsätta spela. Sedan 2011 anordnas även den så kallade Förfestivalen där tonvikten ligger på uppträdandet av lokala förmågor. Festivalen har tidigare omfattat totalt fyra dagar, men med inkluderandet av Förfestivalen pågår den nu i en vecka. 
Festivalen är en del i ett långtgående projekt att förbättra Uppsalas kulturella utbud, vilket kan jämföras med till exempel de mål som Kulturnatten eftersträvar, där musik spelar en aktiv roll. 